# Aphanicerca lyrata
Aphanicerca lyrata is een steenvlieg uit de familie Notonemouridae. De wetenschappelijke naam van de soort is voor het eerst geldig gepubliceerd in 1934 door Barnard.